# 鶴木陽子
鶴木 陽子（つるき ようこ、1976年7月31日 - ）は、元中京テレビ放送アナウンサー。愛媛県松山市出身。愛媛大学教育学部附属小学校、愛媛大学教育学部附属中学校、愛媛県立松山東高等学校、お茶の水女子大学卒業。

## 来歴
日本テレビアナウンスカレッジ（現・日テレ学院）の卒業生。学生時代に、日本テレビの『ジパングあさ6』でセブン-イレブンの生コマーシャルを担当していたことがある。
大学卒業後、2000年4月に中京テレビにアナウンサーとして入社。9年間在籍した後、2009年3月付で同社を退社することを自身のブログで公表した。

## アナウンサー時代の担当番組
- NNNニュースダッシュ 中京テレビローカルパート
- Chu!サイト
- BSレディスオープンゴルフ
- ほっとてれび（金曜リポーター）
- あなたと中京テレビ
- 中京テレビ・ブリヂストンレディスオープン（インタビュアー）
- おめざめワイド（水曜・木曜・金曜リポーター）
- ズームイン!!SUPER （水曜・木曜・金曜のローカル気象情報コーナー担当）
- 中京テレビNEWSリアルタイム（不定期出演、リポーター）
- NNNストレイトニュース（2008年4月 - 、日曜・月曜・火曜の東海地区ローカルキャスター）
- SPORTS STADIUM （キャスター）
- サタデーバリューフィーバー 女子アナ戦隊12レンジャー（2007年9月8日、日本テレビ、中日ドラゴンズ担当）
- でんじろう先生の日曜実験室 ラブラボ! （スタジオ進行）